# Sallgast
Sallgast (dolnołuż. Załgózdz, górnołuż. Zužařkje) – gmina w Niemczech w kraju związkowym Brandenburgia, w powiecie Elbe-Elster, wchodzi w skład urzędu Kleine Elster (Niederlausitz).